# 流溪河国家森林公园
流溪河国家森林公园位于中国广东省广州市从化区东北部，距离广州城区93公里，是一个国家级森林公园。
公园总面积8932公顷（89.32平方公里），约为白云山的4倍，其中流溪湖（流溪河水库）面积1466公顷，总库容3.25亿立方米。湖面分布有22个岛屿，并栖息着1252种野生植物和255种野生动物。公园东南部有五指山、牛角山、鸡枕山等六座海拔1000米以上的山峰，其中最高峰鸡枕山海拔1146.7米。因公园内景色优美，在冬日里梅林中大片白梅绽放，故有“流溪香雪”之称。
1986年经林业部批准，在流溪河林场基础上设立流溪河国家森林公园，1994年成为首批十大国家森林公园。